# Алекс Џоунс
Алекс Џоунс (енгл. Alex Jones; Далас, 11. фебруар 1974) је амерички водитељ радио емисије „Алекс Џоунс Шоу” и повремени глумац. Његове најпознатије интернет странице су „InfoWars” и „PrisonPlanet”. Залаже се за слободу медија и престанак америчких интервенција по свету.

## Биографија
Отац му је био зубар а мајка домаћица. Похађао је средњу школу „Андерсон” у Остину. Каријеру је прво започео као новинар да би касније добио своју радио емисију.
Кренуо је авионом за Канаду 8. јуна 2006. године да би извештавао о оклупљању групе Билдерберг али је задржан на аеродрому јер је одбио скенирање прстију.
Познат је по својим ставовима о теоријама завере, да се полако развија Нови светски поредак и да се Осама бин Ладен само искористио од америчке владе како би се оправдали ригорозни нови закони и рат у Ираку. Он се сам описао овако: „Ја сам политички атеиста. Хришћанин сам, али сам политички атеиста.”

## Изабрана филмографија
- 2001. – Пробуђени живот
- 2006. – Репликатор
- 2007. – „Loose Change: Final Cut”